# Gürsu, Fındıklı
Gürsu là một xã thuộc huyện Fındıklı, tỉnh Rize, Thổ Nhĩ Kỳ. Dân số thời điểm năm 2010 là 208 người.